# Sista Måltiden (poddradioprogram)
Sista Måltiden är ett svenskt poddradioprogram av Ashkan Fardost, Mustafa Panshiri, Hanif Azizi, Omar Makram och Chang Frick. Programmet utmärker sig genom långa och frispråkiga avsnitt där lättsamma samtalsämnen varvas med politik och filosofi, exempelvis frågor om invandring, kriminalitet och religion. Sista Måltiden är även känt för att ibland bjuda in gäster som annars inte har plats i offentliga samtal.
Det första avsnittet hette En tyst minut för patriarkatet och släpptes den 20 december 2020. I maj 2021 publicerades ett avsnitt av programmet där medieprofilen Paolo Roberto deltog som gäst, ungefär ett år efter att Roberto hade gripits i samband med ett sexköp. Avsnittet kritiserades av blanda andra journalisten Lina Stenberg som på Aftonbladets ledarsida anklagade programmet för att ha agerat "megafon åt en man med taskig kvinnosyn." medan Alexander Dominici i en SvD-krönika menade att enbart det faktum att någon är dömd för ett kontroversiellt brott inte borde diskvalificera personen från offentligheten för all framtid, men att podden borde ha ställt Roberto, i egenskap av makthavare, mot väggen och ifrågasatt hans handlande. Programmets medlemmar har å sin sida gett uttryck för en vilja att bedriva öppna samtal, även med människor med avvikande eller radikala åsikter.
I mars 2022 släppte programmet en intervju med Mikail Yüksel, partiledare för Partiet Nyans. Yüksel gick med på att intervjuas under förutsättning att Chang Frick inte närvarade. Skälet uppgavs vara att Frick, tidigare medlem i Sverigedemokraterna, är grundare och chefredaktör på den libertarianska och liberalkonservativa nättidningen Nyheter Idag, en publikation som Yüksel ska ha uppfattat som "alternativmedia". Fricks deltagande i programmet är ett återkommande föremål för diskussion och kritik.[källa behövs]
Omar Makram har berättat att han i mars 2021 tvingades lämna sin anställning på den ideella föreningen GAPF - Glöm aldrig Pela och Fadime, som arbetar mot religiöst och hedersrelaterat våld och förtryck, efter att organisationens ledning blivit varse att Makram hade regelbundet samröre med Frick. Makram anklagade GAPF för att stämpla honom med associationsskuld, men skrev att "GAPF måste överleva både politiskt och ekonomiskt i Sveriges kultur som är mycket konsensusorienterad med stark konformitet. Vad man säger, hur man säger det och vem man är tillåten att prata med offentligt, är alltihop mycket begränsat." Makram uttryckte samtidigt sin respekt och fortsatta stöd för GAPF:s grundare Sara Mohammad som han beskrev som en av Sveriges modigaste kvinnor.

## Gäster
Bland gästerna finns akademiker, politiker, poliser, komiker, konstnärer, skådespelare, författare, och journalister.
- Johan Grant
- Eli Göndör
- Rissa Seidou
- Aron Flam
- Navid Modiri
- Anna-Karin Wyndhamn
- Fredrik Andersson
- Henrik Jönsson
- Mikael Huhta
- Peter Wahlbeck
- Richard Jomshof
- Bilan Osman
- David Eberhard
- Fredrik Kärrholm
- Jan Emanuel
- Alexander Bard
- Paolo Roberto
- Ted Eriksson
- Sexarbetaren "Lisa"
- Katarina Wennstam
- Myra Åhbeck Öhrman
- Sakine Madon
- Jale Poljarevius
- Per Lindgren
- Per Brinkemo
- Jiyan Behrozy
- Callis Amid
- Anna Björklund
- Per Gudmundson
- Hanif Bali
- Stefan Krakowski
- Anas Khalifa
- Ivar Arpi
- Markus Allard
- Michael Lindgren
- Ola Wong & Bert Karlsson
- Lasse Wierup
- Jonathan Lundberg
- Ulf Boström
- Mats Alvesson
- Diamant Salihu
- Peter Esaiasson
- Ayaan Hirsi Ali
- Kimmie Åhlén
- Johan Gustafsson
- Dogge Doggelito
- Michael Tärnfalk
- Bianca Kronlöf
- Charlotte Eberhard
- Pierre Durrani
- Cissi Wallin
- Mikail Yüksel
- Josefin Utas
- Paula Bieler Eriksson
- Malcom Kyeyune
- Lars Leijonborg
- Kajsa Ekis Ekman
- Hasse Brontén
- Jimmy Jansson
- Victor de Almeida
- Jens Ganman
- Katarina Barrling & Cecilia Garme
- Magnus Henrekson
- Jimmie Åkesson
- Ebba Busch
- Abraham Zeito
- Linnéa Lindquist
- Johan Wicklén
- Erik Hörstadius
- Ulf Kristersson
- Torbjörn Elensky
- Ilan Sadé
- Jonathan Lindström
- Martin Marmgren
- Ingmar Rentzhog
- Federico Moreno
- Lars Trägårdh
- Petter Ljunggren
- Soran Ismail
- Filip Pelas
- Stefan Sauk
- Camilla Thulin
- Johan Wennström
- Mauricio Rojas
- Fredrik Wester
- Jens Lapidus
- Omid Hushmand
- Janne Josefsson
- Staffan Dopping
- Mats Lindström
- Lena Andersson
- Fredrik Lindström
- Henrik Blomgren
- Dan Korn
- Thanos Fotas
- Saeid Esmaeilzadeh
- Erica Righard
- Hamid Zafar
- Markus Wråke
- Joakim Lamotte
- Sten Widmalm
- Erik Sprinchorn
- Patrik Sjöberg & Sara Nilsson
- Lars Åberg
- Jessica Stegrud
- Viktor Klemming
- Luay Mohageb
- Ludde Hellberg
- Jacques Mwepu
- Twitter-personen "Herr Husis"
- Brendan O'Neill
- Johannes Abdullah Sueidi
- Lars Adaktusson
- Magnus Sandelin
- Stefan Holgersson
- Anders Lindberg
- Lina Makboul
- Anders Holmberg
- Lisa dos Santos
- Annika Strandhäll
- Magnus Ranstorp
- David Thurfjell
- Andrew Doyle
- Bengt G Nilsson
- Håkan Juholt
- Fader Mikael Fälthammar
- Fredrik Boltes
- Alice Teodorescu Måwe
- Shan Atci
- Thomas Järvheden
- James Robinson
- Mikael Tornving
- Per Holknekt
- Raad al-Duhan
- Alexander Guldtand
- Parisa Liljestrand
- Johan Hakelius
- Mikael Ribbenvik
- Philip Syrén
- Fredrik Bergman Evans
- Sara Skyttedal
- Mattias Karlsson
- Elisabeth Svantesson
- Martin Kragh
- Gunnar Strömmer
- Joakim Wallerstein
- Jenny Strindlöv
- Aron Verständig
- Christer Mattsson
- Emil Hellerud
- Lawen Redar
- Mikael Janickis anhöriga Aneta och Elias
- Salahuddin Barakat
- Malin Ekman
- Terese Bengard
- Michael Diamant
- Thomas Gür
- Johan Ingerö
- Agnes Wold
- Vesna Prekopic
- Mads Larsen
- Benjamin Dousa
- Sara Kristoffersson
- Daniel Waldenström
- Dan Josefsson
- Christian Dahlström
- Johan Forssell
- Per-Olof Wikström
- Björn Söder
- Jörgen Huitfeldt
- Patrik Jarenius
- Erik J. Olsson
- Per-Ola Olsson
- Peter Springare
- Martin Kinnunen
- Paulina Neuding
- Katarina Barrling
- Jamal El-Haj
- Carl Bergqvist
- Carl Eos
- Torbjörn Elensky
- Arvin Khoshnood
- Peter Kullgren
- Miriam Malmgren